# Šenčur
Šenčur (em alemão:  Sankt Georgen) é um município da Eslovênia. A sede do município fica na localidade de mesmo nome.